# Mothman
Mothman (prijevod na hr. Čovjek-moljac), prema tradicionalnom vjerovanju iz SAD-a, mitološko biće koje se pojavljuje u okolici grada Point Pleasanta, u američkoj saveznoj državi Zapadna Virginia. Opisuje se kao tamna čovjekolika silueta s krilima i žarko crvenim očima. Prvo svjedočanstvo o navodnom viđenju tog tajanstvenog bića datira se 12. studenog 1966. godine, kada su petorica radnika nadomak Clendenina u Zapadnoj Virginiji, ugledala kako poviše njihovih glava leti veliko humanoidno biće, koje je imalo krila poput ptice. Nekoliko dana kasnije,  16. studenog iste godine, viđenje neobičnog stvorenja prijavila su na cesti kraj Point Pleasanta dva para, Roger i Linda Scarberry te Steve i Mary Mallette, koji su posvjedočili da ih je tijekom automobilske vožnje napalo stvorenje koje su opisali kao kombinaciju između čovjeka i ptice.
Fenomen Mothmana uključuje mnoge teorije, od kojih neke sugeriraju da takva stvorenja odavno obitavaju na Zemlji ili da su povezana s fenomenom NLO-a, odnosno tvrde da su stvorenja izvanzemaljskog porijekla ili da se radi o palim anđelima. Tradicionalna vjerovanja navode kako se Mothmani pojavljuju u vremenima prije nekakve velike nesreće ili katastrofa, zbog čega postoji vjerovanje kako upozoravaju ljude na nesreće koje će uskoro nastupiti, no istodobno postoji vjerovanje da se zapravo radi o zlokobnim i mračnim entitetima, koji mogu biti opasni za ljude.
Popularizirao ih je američki književnik, novinar i ufolog John Keel, koji je 1975. godine objavio knjigu Mothmanova proročanstva, prema kojoj je 2002. godine snimljen istoimeni horor film, s Richardom Gereom u glavnoj ulozi, koji poput knjige, opisuje pad mosta u Point Pleasantu, 15. prosinca 1967. godine, prilikom čega je poginulo 46 ljudi, koji su navodno predvidjeli i upozorili Mothmani. Film je pretvorio priču o Mothmanu u globalni fenomen, nakon čega je utemeljen godišnji Festival Mothmana u Point Pleasantu, gdje je postavljen i kip mitološkog bića.

## Kritika
Skeptik Joe Nickell je u vrijeme pojave tobožnjeg viđenja Mothmana, krajem 1960-ih, tvrdio kako se zapravo radilo o snježnoj sovi ili o viđenju zrakoplova, a žarke crvene oči objasnio je kao odbljesak svjetlosti u očima.